# Hôn nhân cùng giới ở Sinaloa
Hôn nhân cùng giới ở bang Sinaloa của México hợp pháp từ 30 tháng 6 năm 2021.

## Lịch sử pháp lí
Vào ngày 15 tháng 6 năm 2021, nghị viện bầu 23–0 để thông qua quyết định hợp pháp hóa hôn nhân cùng giới. Thống đốc Quirino Ordaz Coppel sau đó kí quyết định và nó được công bố trên báo chí chính thức vào 29 tháng 6. Luật có hiệu lực từ 30 tháng 6, và hôn nhân cùng giới đầu tiên diễn ra ở Culiacán vào 9 tháng 7 giữa Janeth Guadalupe Corral Tapia và María de Jesús Cabanillas González.
| Đảng chính trị                    | Thành viên | Có | Không | Trắng | Vắng |
| --------------------------------- | ---------- | -- | ----- | ----- | ---- |
| National Regeneration Movement    | 21         | 18 |       |       | 3    |
| Institutional Revolutionary Party | 8          |    |       |       | 8    |
| Labor Party                       | 5          | 2  |       |       | 3    |
| National Action Party             | 2          |    |       |       | 2    |
| Independent                       | 2          | 1  |       |       | 1    |
| Partido Sinaloense                | 1          | 1  |       |       |      |
| Social Encounter Party            | 1          | 1  |       |       |      |
| Tổng                              | 40         | 23 | 0     | 0     | 17   |